# Манчио, Феличе
Феличе Джулиа Манчио (итал. Felice Julia Mancio, 19 декабря 1840, Турин — 4 февраля 1897, Вена) — итальянский певец, тенор.

## Биография
Служил офицером, начал учиться пению в Неаполе в 1868 году, стал учеником Саверио Меркаданте и Анны Хассельт-Барт в Вене.
В 1879 году дебютировал в Комо. После этого он пел в итальянских театрах, путешествовал по Австрии, Германии и Англии, приезжал в Кобург, Ганновер в 1886 году и в Веймар в 1887 году.
В 1895 году Манчио стал профессором Венской консерватории. Его жена Юлия (урожденная Зильцер, 19 апреля 1865, Вена, — после 10 июля 1942, Терезиенштадт) также была певицей и учителем пения.